# Fan Tianrui
Fan Tianrui (chinesisch 範天瑞 / 范天瑞, Pinyin Fàn Tiānruì; * 9. Juli 2002) ist ein chinesischer Sprinter, der sich auf den 400-Meter-Lauf spezialisiert hat.

## Sportliche Laufbahn
Erste Erfahrungen bei internationalen Meisterschaften sammelte Fan Tianrui im Jahr 2023, als er bei den Hallenasienmeisterschaften in Astana in 47,30 s auf Anhieb die Bronzemedaille über 400 Meter hinter dem Katari Ammar Ismail Yahia Ibrahim und Michail Litwin aus Kasachstan gewann.
2020 wurde Fan chinesischer Meister in der 4-mal-400-Meter-Staffel.

## Persönliche Bestzeiten
- 400 Meter: 46,46 s, 22. April 2022 in Chengdu
  - 400 Meter (Halle): 47,30 s, 11. Februar 2023 in Astana